# Nube interestelar

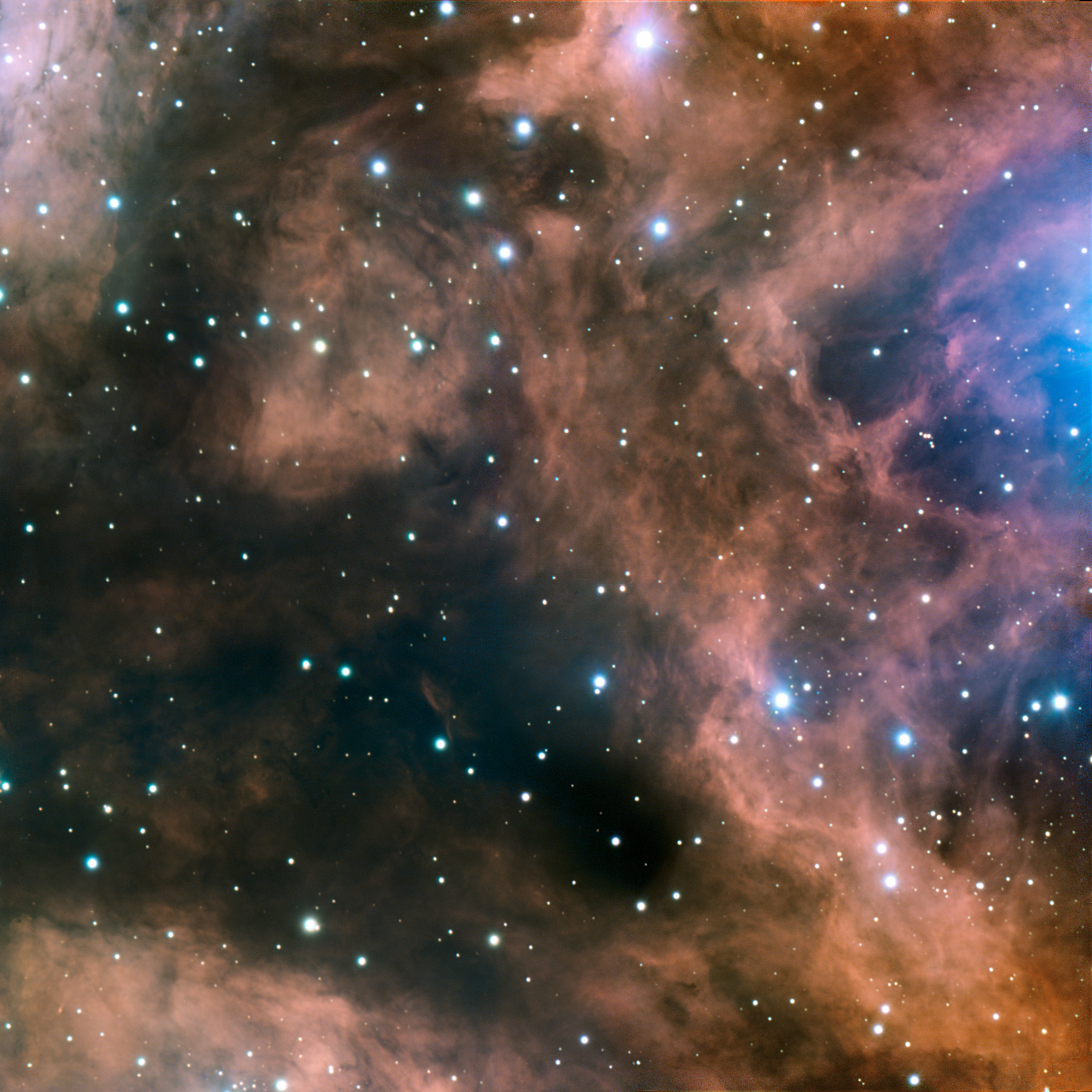
Una pequeña parte de la nebulosa de emisión NGC 6357. Brilla con el rojo característico de una región H II.

Una nube interestelar es generalmente una acumulación de gas, plasma y polvo en nuestra y otras galaxias. Dicho de otro modo, una nube interestelar es una región más densa que el promedio del medio interestelar (ISM), la materia y la radiación que existe en el espacio entre,  los sistemas estelares en una galaxia. Dependido de la densidad, el tamaño y la temperatura de una nube determinada, su hidrógeno puede ser neutral, formando una región HI; ionizado, o plasma convirtiéndolo en una región H II; o molecular, que se conoce simplemente como nubes moleculares, o en ocasiones nubes densas. Las nubes neutrales e ionizadas a veces también se llaman nubes difusas. Una nube interestelar está formada por las partículas de gas y polvo de un gigante rojo en su vida posterior. 

## Composiciones químicas
La composición química de las nubes interestelares se determina al estudiar la radiación electromagnética o la radiación EM que emanan, y recibimos, desde las ondas de radio a través de la luz visible, hasta los rayos gamma en el espectro electromagnético, que recibimos de ellas. Grandes radiotelescopios escanean la intensidad en el cielo de frecuencias particulares de radiación electromagnética que son características de los espectros de ciertas moléculas. Algunas nubes interestelares son frías y tienden a emitir radiación EM de grandes longitudes de onda. Se puede hacer un mapa de la abundancia de estas moléculas, lo que permite comprender la composición variable de las nubes. En las nubes calientes, a menudo hay iones de muchos elementos, cuyos espectros se pueden ver en luz visible y ultravioleta. 
Los radiotelescopios también pueden escanear las frecuencias desde un punto del mapa, registrando las intensidades de cada tipo de molécula. Los picos de frecuencias significan que una abundancia de esa molécula o átomo está presente en la nube. La altura del pico es proporcional al porcentaje relativo que constituye.

## Sustancias químicas inesperadas detectadas en nubes interestelares
Hasta hace poco, se esperaba que las tasas de reacciones en las nubes interestelares fueran muy lentas, produciéndose productos mínimos debido a la baja temperatura y densidad de las nubes. Sin embargo, se observaron moléculas orgánicas en los espectros que los científicos no habrían esperado encontrar en estas condiciones, como formaldehído, metanol y alcohol vinílico. Las reacciones necesarias para crear tales sustancias son familiares para los científicos solo a las temperaturas y presiones mucho más altas de la tierra y los laboratorios terrestres. El hecho de que se encontraron indica que estas reacciones químicas en las nubes interestelares tienen lugar más rápido de lo que se sospecha, probablemente en reacciones de fase gaseosa que no son familiares a la química orgánica como se observa en la Tierra. Estas reacciones se estudian en el experimento CRESU. 
Las nubes interestelares también proporcionan un medio para estudiar la presencia y las proporciones de metales en el espacio. La presencia y las proporciones de estos elementos pueden ayudar a desarrollar teorías sobre los medios de su producción, especialmente cuando sus proporciones son inconsistentes con las que se espera que surjan de las estrellas como resultado de la fusión y, por lo tanto, sugieren medios alternativos, como la espalación de rayos cósmicos.

## Nube de alta velocidad

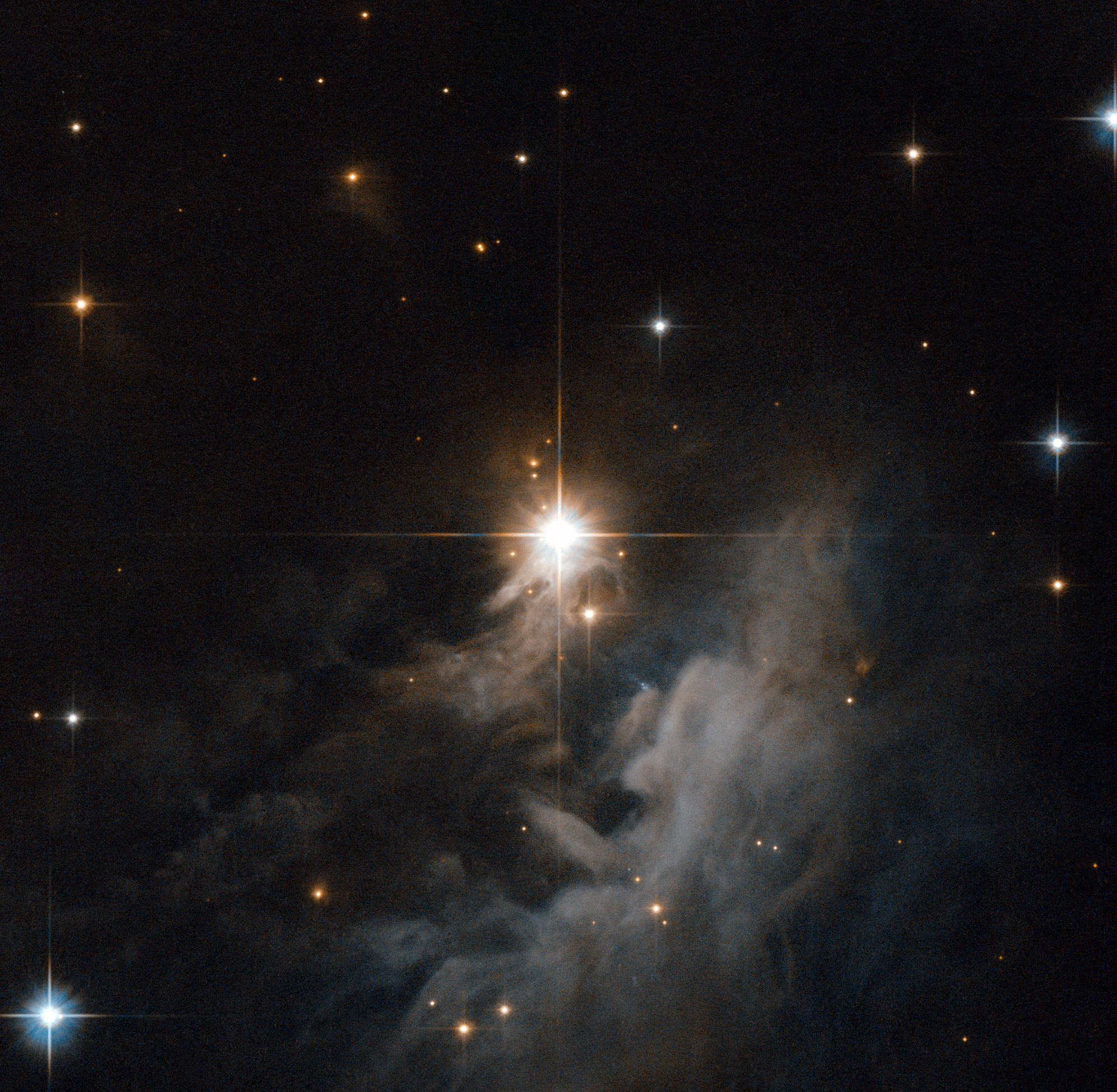
Nebulosa de reflexión IRAS 10082-5647 observada por el telescopio espacial Hubble.

Estas nubes interestelares poseen una velocidad superior a la que puede explicarse por la rotación de la Vía Láctea. Por definición, estas nubes deben tener un AV lsr mayor que 90   km s−1, donde vlsr es la velocidad de descanso estándar local. Se detectan principalmente en la línea de 21 cm de hidrógeno neutro, y típicamente tienen una porción más baja de elementos pesados que lo normal para las nubes interestelares en la Vía Láctea. 
Las teorías destinadas a explicar estas nubes inusuales incluyen materiales que quedaron de la formación de la galaxia, o materia desplazada por las mareas alejada de otras galaxias o miembros del Grupo Local. Un ejemplo de esto último es la Corriente de Magallanes. Para reducir el origen de estas nubes, se necesita una mejor comprensión de sus distancias y metalicidad. 
Las nubes de alta velocidad se identifican con un prefijo HVC, como con HVC 127-41-330. 